# Pellicia
Pellicia is een geslacht van vlinders van de familie dikkopjes (Hesperiidae), uit de onderfamilie Pyrginae.

## Soorten
- P. angra Evans, 1953
- P. costimacula Herrich-Schäffer, 1870
- P. demetrius (Plötz, 1882)
- P. dimidiata Herrich-Schäffer, 1870
- P. heliodora Hayward, 1939
- P. hersilia Hayward, 1938
- P. klugi Williams & Bell, 1939
- P. ranta Evans, 1953
- P. santana Williams & Bell, 1939
- P. theon Plötz, 1882
- P. tyana Plötz, 1882
- P. vecina Schaus, 1902